# Arda Okan Kurtulan
Arda Okan Kurtulan (Istanboel, 19 november 2002) is een Turks voetballer van Albanese afkomst.

## Clubcarrière
Kurtulan stroomde in 2021 door de jeugdopleiding van Fenerbahçe door naar de senioren waar hij een driejarig contract ondertekende. Ongeveer een jaar later maakte hij zijn debuut als invaller in de 5-0 gewonnen wedstrijd tegen Yeni Malatyaspor.
Medio 2022 maakte hij een transfer naar Adana Demirspor, op voorwaarde dat Fenerbahçe voorrang zou krijgen bij de verkoop van de voetballer. In 2023 werd hij achtereenvolgens verhuurd aan Karacabey Belediyespor en Diyarbekirspor.

## Interlandcarrière
Kurtulan heeft Albanese roots in Kosovo en Noord-Macedonië, waardoor hij uit mag komen voor Turkije, Noord-Macedonië, Albanië en Kosovo. Hij heeft gespeeld in de jeugdelftallen van Noord-Macedonië en Albanië.
1 Lis ·
4 Altıkardeş ·
5 Héliton ·
6 Hugo ·
7 Matsuki ·
8 Ildız ·
11 Juan · 
12 Köybaşı  ·
16 Dennis ·
19 Emersonn ·
20 Miroshi ·
22 Yıldız ·
23 Bayır ·
24 Godói ·
26 Bokele ·
77 Bayrak ·
79 Cardoso ·
99 Kurtulan ·
Coach: Stoilov